# Pisary (województwo świętokrzyskie)
Pisary – wieś w Polsce położona w województwie świętokrzyskim, w powiecie opatowskim, w gminie Ożarów.
Prywatna wieś szlachecka położona była w drugiej połowie XVI wieku w powiecie sandomierskim województwa sandomierskiego. W latach 1975–1998 miejscowość położona była w województwie tarnobrzeskim.

## Historia
Pisary mają średniowieczny rodowód. Od dawna związane były z parafią w Sobótce. W 1508 r. wraz z Czyżowem Szlacheckim, Chrapanowem, Zwoła, Podszynem, Dąbiem należały do możnowładcy Hieronima Zakliki. Kolejny zapis z 1578 r. informuje nas, że Pyszary (tak wówczas pisano nazwę tej wsi) podlegały pod kasztelanię połaniecką. Miały wtedy sześciu poddanych, którzy gospodarowali na 4,5 łanach. w staropolskich czasach wieś często zmieniała właścicieli bądź dzierżawców. Dziś trudno ustalić kolejność włodarzy tych urodzajnych gruntów.
Zapiski wspominają m.in. Podstolego Wiślickiego, który w 1790 r. wybudował przy dworze drewnianą kaplicę. Wtedy to wieś była osadą średniej wielkości. W 1827 r. mieszkało w 19 domostwach 110 mieszkańców. Natomiast w 1878 r. Pisary, składające się z folwarku i wsi, miały 16 domów i 142 mieszkańców. Pod koniec XIX w. statystyka odnotowała 160 mieszkańców wsi. Należała doń również osada Kolęcin. Folwark był wówczas własnością Mieczysława Łabęckiego. Zajmował 419 morgów, z tego grunty orne i ogrody to 384 morgi, łąki 15 i nieużytki 20. Właściciel tego majątku prowadził wtedy dużą szkółkę drzew owocowych. w latach 80. spalił się drewniany dwór. Na jego miejscu dziedzic wsi wzniósł murowany pałacyk, a właściwie to willę „w stylu włoskim”. Łabęcki sprzedał wkrótce Pisary Leonowi Baczyńskiemu, który tutaj będzie gospodarował kilkadziesiąt lat.
Dwie formy własności ziemi – folwarczna i chłopska – przetrwały do II wojny światowej. Władze okupacyjne przejęły majątek ziemski Baczyńskiego i urządziły we dworze liegenschaft, a także osadziły tu posterunek żandarmerii. Niemcy zostali w Pisarach do wielkiej ofensywy zimowej. W styczniu 1945 r. linia frontu przebiegała na linii kolejowej Skarżysko-Sandomierz. Pisary stały się hitlerowską twierdzą. Ludzi wysiedlono, zabudowania zamieniono w bunkry. We dworze mieściło się lokalne dowództwo tego odcinka frontu, a także szpital. W dworskim parku wojsko urządziło polowy cmentarz.
Wieś – podobnie jak cała okolica, w wyniku działań wojennych została dość znacznie zniszczona. Powoli ją odbudowano. Po zakończeniu wojny zaszły zmiany w strukturze wsi. Chłopi – jako warstwa społeczna – nadal pozostali. Po kilkuset latach przestał jednak istnieć dwór jako struktura gospodarcza. W wyniku reformy rolnej i parcelacji majątku ziemskiego Baczyńskiego gospodarze dostali po 2-3 ha ziemi. 60-hektarowa resztówka dała początek Państwowemu Gospodarstwu Rolnemu, które wkrótce rozszerzyło stan posiadania o ziemię porzuconą przez fornali, którzy wyjechali na ziemie zachodnie, aby tam szukać lepszych warunków do życia. Pałac początkowo zaludnili bezdomni, a później stał się on siedzibą szkoły i tak jest do dzisiaj. PGR przetrwał do 1952 r., kiedy to przekształcono go w Spółdzielnię Produkcyjną. 15 rolników dołączyło ze swoją ziemią do gruntów państwowych i tak powstał większy majątek ziemski, który ze zmiennym szczęściem przetrwał do 2000 r., kiedy to kiepska sytuacja finansowa zmusiła gospodarstwo do przekształcenia w spółkę. Podobnie, jak w innych wsiach od kilku lat zmniejsza się systematycznie liczba mieszkańców Pisar.

## Zabytki
Zespół dworski z II połowy XIX w. (dwór, lodownia, obora, park), wpisany do rejestru zabytków nieruchomych (nr rej.: A.553/1-4 z 11.12.1957 i z 27.05.1986).